# 응우옌쯔
응우옌쯔(Nguyễn Trừ, 阮儲, 생몰년 미상)는 대월 후 레 왕조의 후작으로 응우옌 세가의 수령이다. 응우옌찌엠의 아들로 생몰년은 전해지지 않으며 증조부 응우옌민두  이후 2세대 동안 단절되었던 제후 자격을 일부 회복하여 소광후(昭光侯)에 봉해졌다. 공작으로써 회복은 아들인 완공순이 굉국공에 책봉되면서 회복되었다.
응우옌쯔가 사망하자 그의 응우옌 세가 수령은 아들 완공순이 이었다. 응우옌쯔는 응우옌씨 정권의 기틀을 마련한 응우옌낌의 고조부이다.

## 가족
- 부친: 응우옌찌엠
- 모친: 불명
- 후비(侯妃): 불명
- 아들: 굉국공 완공순